# إليزابثتاون (نيويورك)
إليزابثتاون (بالإنجليزية: Elizabethtown, New York) هي بلدة أمريكية تقع في الولايات المتحدة في مقاطعة إيسيكس، نيويورك. يقدر عدد سكانها بـ 1,163 نسمة ومساحتها 215.2 كم2 وترتفع عن سطح البحر 185 متر.

## أعلام
- أوغسطس نوبل اليد
- روبرت إس. ويليام